# House of the Binns

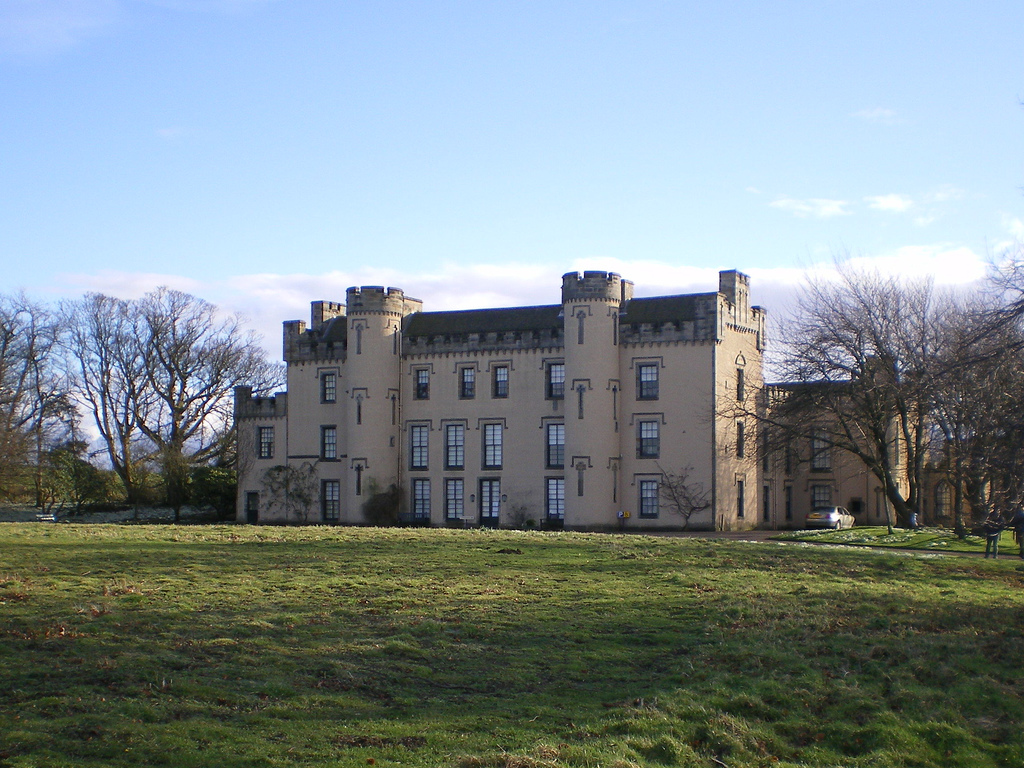
House of the Binns, Escócia

House of the Binns é uma casa histórica do século XVI localizado em Abercorn, West Lothian, Escócia.

## História
Construído certamente em 1612, por Sir James Murray de Kilbaberton e projetada por Thomas Dalyell.
Sendo um dos favoritos do rei, a mansão foi erigida perto do palácio do rei em Linlithgow, ele possivelmente terá recorrido ao arquiteto do rei, James Murray.
Em 1829 foi erigida uma torre na prorpriedade por Sir James Dalyell, 5º Barão de Dalyell e encontra-se classificada na categoria "B" do "listed building" desde 22 de fevereiro de 1971.

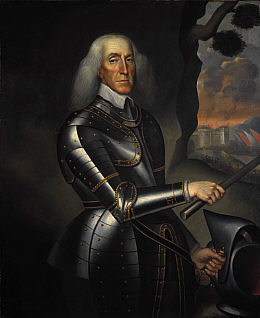
General Tam Dalyell de Binns (1615–1685). Pintura da Galeria Nacional da Escócia.
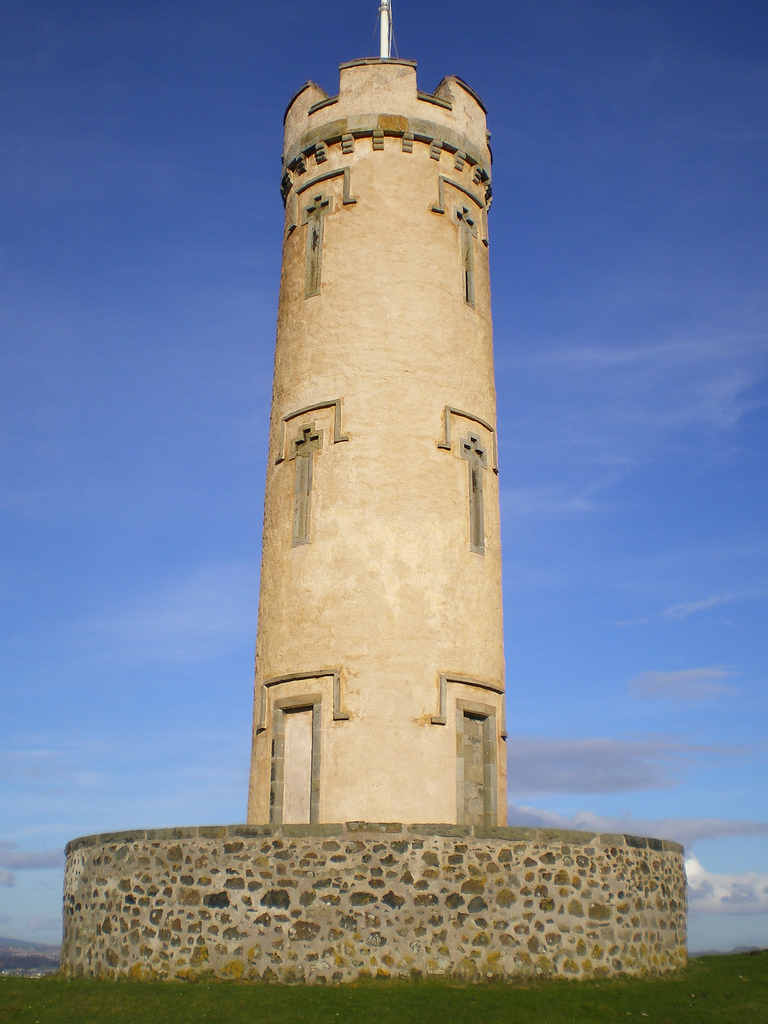
Torre Binns